# 鐵版神數
鐵版神數，或稱為鐵板神數、鐵板算命、鐵版神算、太極數，俗稱鐵算盤，中國術數之一種，是就出生年月日時之干支配卦，核對父母、兄弟姐妹、夫妻兒女的生肖，用算盤起數計算，求出鐵板數序，據對應數序得其讖語。明清時有一系列的術數著作，取材自《皇極經世》的一些數理，加以變造推衍，託名作邵雍所傳。據稱因邵雍恐其子愚蠢，不能傳其學，創《蠢子數》傳子，只需依法推算，便可知人生死貴賤。後來經過鐵道人（又稱鐵卜子）大幅校訂，仍尊邵雍為原作者，而自居「校」之名位，稱為鐵版神數。
鐵道人（又稱鐵卜子）依據河洛數序、卦策數序、五行干支、紫微斗數、子平命法、七政四餘，和清代劉斯組之切音法……再用《皇極經世》之局數數序為經緯組合而成。由於《鐵版神數》有千餘頁以上之哲理（堪稱命理學中最為淵博的巨著），內容廣泛與複雜，其中相當困難之處在於數序方面不易解釋出其關聯。時至今日，能深入研究者不多。

## 歷史背景
幾乎所有鐵版神數的文獻或業者的描述，鐵版神數是由宋朝時的邵雍（邵康節）所發明。然而，這個說法到目前為止，仍沒有確實的證據。但據所考究，應並非出於邵康節所發明，實只是托名而矣，因為它的數理內容只借用了邵康節的易學概念而作運算，故後世誤以為邵康節本身發明神數。
由邵康節之後，凡數百年至清朝，從可追索的文獻中，都並沒有對鐵版神數有確實描述。
鐵版神數始於何時已無從稽考，但它的興起與流行者卻是在清代乾隆、嘉慶年間，至令也有二百多年歷史了。「鐵版」二字，有兩種解法：
( 一 ) 有如鐵版一般的神數。原因是算出來的結果為鐵一般事實，有如鐵板釘釘、板上釘釘，故稱「鐵版神數」。
( 二 ) 相傳，滿清中葉有一位名叫鐵卜子（鐵道人）以一種神數為人算名，並把條文大為修改整理，以合當時社會環境事物。由於其論命法是以斬釘截鐵式的翻閱條文，造成命書交給來問命者，在當時實屬一大突破。因此，其術在當時大為盛行一時，人人趨之若鶩，立時成為一種名氣極大、但又充滿神秘感的術數。故鐵版神數中的「鐵版」，意思是「鐵卜子版本」成「鐵道人版本」的神奇術數的意思。
但《鐵版神數》興起與流行時卻在清代中葉，條文與明代宮延御用的《皇極分經數》最為類似。這套《皇極分經數》亦為現時坊間所流行的嶺南派一萬二千條文版本之始祖。現時坊間流通的《鐵版神數》條文，大部份從清代道光版的《神機妙算鐵版數》刻印本所抄錄出來，此刻印本也是根據《皇極分經數》所修改而演變出來的第一部「神數」。
根據中國齊魯出版社所翻印的清代續修四庫全書總目子部中，可看到兩部有關鐵版數的書籍被收納在書目內，分別為道光刻印本全十三卷的《神機妙算鐵版數》及舊鈔本的《鐵版數不分卷》，而在所有四庫書目中，卻沒有《皇極分經數》的記錄資料，由此可見《皇極分經數》在清代已被《鐵版神數》所取代。

## 批命操作過程
一般來說，鐵版神數都有一個叫「考時定刻」的過程，據業鐵版神數者所說，那是因為客人提供的時間只是一個大概，並不是真正的出生時間，鐵版業者要將客人的出生時間推至一時辰有八刻、一刻有十五分的精細度，才可達致最精確的推斷。
鐵版業者會打出一些條文，然後問客人是否正確。經過一輪驗證，完成「考時定刻」的程序後，鐵版業者便會開始打出其他條文，一般包括一些六親情形及不同歲數的條文等。所有條文經排列整理後，就成為一份鐵版神數的命書。

## 鐵版神數 - 詩詞口訣

### 天干配卦
壬甲從乾數，癸乙向坤求。庚來震上立，辛在巽方留。己以離門起，戊以坎為頭。丙須艮處出，丁向兌家收。

### 地支配卦
亥子坎宮寅卯震，巳午離門未在坤。申酉兌金乾是戌，丑入艮宮辰巽真。

### 太玄配數訣
甲己子午九，乙庚丑未八。丙辛寅申七，丁壬卯酉六。戊癸辰戌五，巳亥單四數。

### 地支配數訣
亥子一六水，寅卯三八木。巳午二七火，申酉四九金。中宮辰戌起，丑未五同十。

### 八卦加則例
爻從三十起，乾卦六為頭。兌為後少女，集中一網收。變知六八止，應世兩同儔。
遇十當不用，玄玄妙法週。當看多寡數，及止悉因由。

### 天干配卦
一數坎兮二數坤，三震四巽數中分。五寄中宮六是乾，七兌八艮九離門。

### 大綱歌
八刻分命妙無窮，九十六局見天工。陽前陰後共八數，吉凶休咎自不同。

### 男女異命歌
陽男陰女已見殊，陽卦陰卦義理分。欲知陰陽男女數，還從坤集見乾坤。

### 起卦訣
考時定刻用乾坤，乾為父兮母為坤。二十四條明日月，八刻天干又一村。

### 定刻分訣
甲乙斗宮定刻分，十二生肖作用神。日月並明覓踪跡，迂迴輾轉推六親。

### 定刻取數訣
禍福藏刻分，甲乙斗宮尋。八刻天干定，還知有下文。

### 日主變卦取數訣
日主見生旺，法與八卦同。陰陽共八式，數定命不偏。

### 四柱天干取數訣
甲己乙庚四，丙辛同為六。丁壬戊癸三，勝負九十六。

### 前後變卦取數訣
干支化數數化卦，月前日後甲己九。若然查得刻中數，信手拈來可成章。

### 大運取數訣
月日時年，春夏秋冬。亥子一六，干支合數。

### 值年卦訣
欲知流年事，還看年干支。值年大運同，一樣甲己四。

### 鐵板神數開竅
三六宮分重六宮，乾坤咸過坎離通。更分四四還重二，小過中孚十八同。上下經全三十六，往來爻合八初終。
共餘反复雙雙列，都是春尋陰陽中。孔聖卦往周易序，邵賢圖發伏羲功。偶拈神策推詩意，月窟天根問此翁。

## 真偽爭論
對鐵版真確性有質疑的人士，主要提出幾方面的疑問：
- 鐵版神數在由宋至清數百年間，並無發展軌跡，亦無歷史上的確實來歷，只是由清朝一名道士所推出，立時成為一門神秘術數。其中不少抨擊者認為，這全屬鐵卜子借傍敲側擊及各種旁門方法（如找人事先找問命者背景）等，巧立名目，用打出條文方法，令人瞠目結舌，因而對之深信不疑。
- 鐵版神數神數的「考時定刻」法，如能純熟運用，往往能令問命者不自覺間吐出很多資料，特別是六親方面。因此，鐵版神數常常被人評說是只有六親準確。

術數界中，曾有王亭之先生撰文公開鐵版神數為偽術之文章。可參考中国易学风水评论 （页面存档备份，存于）。了無居士亦有《拆穿鐵算盤》一書，公開批判鐵版神數，認為該術是江湖術士的騙術，不能算是命理，乃是两位作者對鐵版神數的观点。